# Радди, Джузеппе
Джузе́ппе Ра́дди (итал. Giuseppe Raddi; 1770—1829) — итальянский ботаник и врач.

## Биография
Джузеппе Радди родился во Флоренции 9 июля 1770 года в бедной семье Стефано Радди и Орсолы Пандольфини. Вместе с Гаэтано Сави Радди учился ботанике у Оттавиано Тарджони Тоццетти, ставшего их покровителем.
С 1785 по 1795 Радди работал ассистентом Аттилио Цукканьи в Ботанической саду Флоренции. После этого он был назначен хранителем Флорентийского музея естественной истории. С 1806 года Радди писал статьи по ботанике, в основном, о тайнобрачных растениях. С 1817 по 1818 Радди принимал участие в экспедиции великого герцога Тосканского Фердинанда в Бразилию.
В 1827 году Радди отправился на научную экспедицию в Египет. Он собрал обширную коллекцию образцов растений, однако по пути обратно в Италию заболел дизентерией и был вынужден остановиться на острове Родос. 6 сентября 1829 года Джузеппе Радди скончался.

## Научные работы
- Raddi, G. (1825). Plantarum brasiliensium nova genera. 101 p.
- Raddi, G. (1828). Melatomae brasiliane. 64 p.

## Роды растений, названные в честь Дж. Радди
- Raddia Bertol., 1819
- Raddia Mazziari, 1834, nom. illeg. [syn.  Crypsis Aiton, 1789, nom. cons.]
- Raddisia Leandro, 1821 [syn.  Salacia L., 1771, nom. cons.]